# Cosne-Cours-sur-Loire
Cosne-Cours-sur-Loire település Franciaországban, Nièvre megyében. Lakosainak száma 9786 fő (2022. január 1.). Cosne-Cours-sur-Loire Bannay, Boulleret, La Celle-sur-Loire, Myennes, Saint-Loup, Saint-Martin-sur-Nohain, Saint-Père, Saint-Vérain és Tracy-sur-Loire községekkel határos.

## Népesség
A település népességének változása:
| Lakosok száma | 10 629 | 10 388 | 10 449 | 9874 | 9741 | 9589 | 9415 | 9437 | 9786 |
|               | 2013   | 2015   | 2016   | 2017 | 2018 | 2019 | 2020 | 2021 | 2022 |